# Lettische Mythologie
Die lettische Mythologie gehört zur baltischen Mythologie und weist viele Gemeinsamkeiten mit der litauischen Mythologie auf.
Sie gründet sich in erster Linie auf die sehr zahlreichen archaischen lettischen Liedtexte der Dainas sowie auf andere Gattungen der lettischen Folklore.

## Geschichte
Im früheren Livland herrschte vom 13. Jahrhundert bis zum Ersten Weltkrieg eine deutschbaltische Oberschicht, die sich kaum mit der Stammbevölkerung mischte. Die lettischen Bauern und Fischer waren an ihren Stand als Leibeigene gebunden. Das lettische Schrifttum wurde erst seit der Reformation (Anfang des 16. Jahrhunderts) von der deutschen Obrigkeit allmählich entwickelt, und zwar von den deutschen Pastoren, die den lettischen „Quatschliedern“, „Bauerngeschichten“ und „Aberglauben“ bestenfalls keine Achtung schenkten, häufiger aber feindselig und gewalttätig gegenüberstanden, sofern sie diese halbwegs verstanden (siehe Hexenverfolgung). So wurden die lettischen Dainas, Märchen und Traditionen bis zur Mitte des 19. Jahrhunderts nur mündlich überliefert. Es gibt nur wenige frühere schriftliche Aufzeichnungen, die jedoch belegen, dass zumindest die Form der Dainas sich bereits im 13. Jahrhundert herauskristallisiert hatte und seitdem nicht mehr verändert wurde.
Die fast ausschließlich mündliche Überlieferung bewirkte einerseits, dass die Inhalte individuell verändert werden konnten, so dass viele Informationen zur lettischen Mythologie letztlich auf unsicheren Quellen basieren. Andererseits hatte die sieben Jahrhunderte lange Unterdrückung und die strikte Standestrennung auch eine sehr starke konservierende Auswirkung – wesentlich stärker als bei den Völkern, deren Eliten der Weg zur weltlichen Macht offenstand. Die kulturelle Identität der Letten wurde kaum von der Oberschicht und deren Entwicklungen beeinflusst. Insbesondere die Dainas wurden nicht viel verändert. Sie weisen zwar eine enorme Variantenvielfalt auf; doch die Abweichungen sind meist gering; oft betreffen sie nur Wörterordnung oder unterschiedliche Dialektformen. Der Kern einer Daina wird gerade durch diese Variantenvielfalt umso deutlicher. Wenn man bedenkt, dass es den lettischen Leibeigenen über Jahrhunderte untersagt war, die Grenzen „ihres“ Gutsherren zu verlassen, ist solch ein einheitlicher Kern unzähliger in ganz Lettland weit verbreiteter Lieder ein recht sicheres Zeichen ihres großen Alters. In ihrem Brauchtum widerstanden die Letten weitgehend der Christianisierung; es ist ausgeprägt heidnisch und vergleichsweise sehr gut erhalten.
Mit der Aufzeichnung der Dainas Mitte des 19. Jahrhunderts durch Krišjānis Barons fing die Unabhängigkeitsbewegung und die Nationsbildung der Letten an; mit der „Singenden Revolution“ 1989–1990 gelang es ihnen auch, der sowjetischen Herrschaft in ihrem Lande ein Ende zu setzen. Bereits der deutsche Linguist Gotthard Friedrich Stender, welcher im Jahre 1789 ein lettisch-deutsches Wörterbuch herausgab, bemerkte über die Letten: „Keine Feier oder Hochzeit, kein Johannis- oder Erntefest, ja, keine Arbeit, ob auf dem Felde oder am Spinnrad daheim, geschieht ohne das Singen von Liedern“, und bis heute hat das lettische Volk eine ausgeprägte Liebe zum Gesang. Die Dainas werden in Lettland bereits im Kindergarten und in Schule unterrichtet. Sie gehören zum lettischen Allgemeinwissen und werden noch heute sowohl bei besonderen Anlässen als auch zum Zeitvertreib (zum Beispiel bei längeren Fahrten) aus dem Stegreif gemeinsam gesungen.

## Göttinnen
- Saule – Sonnengöttin
- Saules meitas – die Sonnentöchter
- Laima – Schicksalsgöttin
- Mütterliche Naturgeister (Mātes): Zemes māte (Mutter Erde), Vēja māte (Windmutter), Meža māte (Waldmutter), Jūras māte (Meeresmutter), Veļu māte (Mutter der Ahnengeister), Lopu māte(Mutter der Nutztiere) usw.

Nicht zu den vorchristlichen Gottheiten, sondern christliche Heilige, die im Volkstum umgeformt wurden gehören:
- Māra (St. Maria, Muttergottes)
- Dēkla (Thekla)

## Götter
- Dievs – Himmelsgott
- Dieva dēli – Gottes Söhne
- Pērkons – Donnergott
- Mēness – Mondgott
- Jumis – Fruchtbarkeitsgott
- Ceroklis – Feldgott